# Severinia popovi
Severinia popovi es una especie de mantis de la familia Mantidae.

## Distribución geográfica
Se encuentra en Yemen y Arabia Saudita.